# Alicia Cattáneo
Alicia Cattáneo (Rafaela, 16 ottobre 1939) è un'ex cestista argentina.

## Carriera
Con l'Argentina ha disputato i Campionati mondiali del 1957.